# Fleet Air Arm
La Fleet Air Arm (FAA) o el Arma Aérea de la Flota británica es la rama de la Marina Real británica responsable de la operación de aviones navales. La Fleet Air Arm actualmente opera helicópteros AgustaWestland Merlin, AgustaWestland Wildcat y cazas Lockheed Martin F-35 Lightning II.
Los helicópteros como el Lynx y el Westland Wasp se han utilizado desde 1964, asumiendo las funciones que antes realizaban los biplanos como el Fairey Swordfish.

## Lista de aeronaves

### Actuales

#### Cazas
- Lockheed Martin F-35 Lightning II[4]- 809 Escuadrón Aeronaval[5]
- AgustaWestland AW159: ‘Wildcat HMA2’ y ‘Wildcat AH1’[6]

#### Transporte
- AgustaWestland AW101 ‘Merlin HC4’[7]

#### Patrulla y observación
- AgustaWestland AW101 ‘Merlin HM2’[8]

#### Entrenamiento
- Beechcraft King Air ‘Avenger’[9]
- Airbus H135 - 705 Escuadrón Aeronaval[10]
- Airbus H145

### Históricas

#### Cazas
- Blackburn Firebrand
- Blackburn Firecrest (solo prototipo)
- Blackburn Roc
- Blackburn Skua
- de Havilland Sea Hornet
- de Havilland Sea Vampire
- de Havilland Sea Venom
- Fairey Firefly
- Fairey Fulmar
- Gloster Sea Gladiator
- Grumman Gannet/Hellcat
- Grumman Martlet/Wildcat
- Hawker Nimrod
- Hawker Sea Fury
- Hawker Sea Hawk
- Hawker Sea Hurricane
- Supermarine Seafang
- Supermarine Seafire
- Vought Corsair

#### Bombarderos y ataque
- Douglas Skyraider
- Fairey Albacore[11]
- Fairey Barracuda[12]
- Fairey Swordfish[13]
- Grumman Tarpon/Avenger[14]
- Vought Chesapeake/Vindicator
- Westland Wyvern

#### Patrulla y observación
- Fairey Gannet
- General Aircraft Fleet Shadower (1 construido)